# Предстомашие
Предстомашието (на латински: Proventriculus) е началната част от сложния многоторбест стомах на преживните животни. То се състои от три ясно обособени анатомични органа:
- търбух;
- мрежа;
- книжка.

В него протича микробиалната ферментация на трудноусвоимите полизахариди от грубите фуражи в диетата на преживните животни (основно целулоза). Еволюционно то се е обособило като място за складиране на хранителното съдържание. То е населено с инфузории, които ферментират трудноусвоимите полизахариди, като целулозата, до летливи мастни киселини - оцетна, пропионова и маслена. Те се резорбират в кръвта, чрез която достигат до черния дроб. Там протича процесът глюконеогенеза, чрез която от летливите мастни киселини се синтезира гликоген.
Лигавицата на предстомашието няма жлези, които да отделят храносмилателни ензими.
Погълнатата храна се дообработва механично чрез преживянето. Грубата лигавица е възникнала поради сблъсъка на органите с твърдата, трудноусвоима храна, която животните поглъщали. Наличието на папили, въси и листове в отделните им части е необходимо за увеличаване на всмукателната повърхност на лигавицата. През нея се резорбират течностите, летливите мастни киселини и някои моно- и олигозахариди. Основната част от микробиално ферментираните полизахариди се използва за синтез на летливи мастни киселини. Делът на директно резорбираните в кръвта моно- и олигозахариди е сравнително нисък.